# Ghanas damlandslag i volleyboll
Ghanas damlandslag i volleyboll  representerar Ghana i volleyboll på damsidan. Laget organiseras av Ghana Volleyball Federation. De har deltagit i afrikanska mästerskapet två gånger och som bäst blivit fyra. Det har också deltagit i afrikanska spelen vid flera tillfällen och där som bäst blivit trea.